# Stelis espinosae
Stelis espinosae är en orkidéart som beskrevs av Carlyle August Luer och Endara. Stelis espinosae ingår i släktet Stelis och familjen orkidéer. Inga underarter finns listade i Catalogue of Life.